# Les Charmontois
Les Charmontois ist eine französische Gemeinde mit 119 Einwohnern (Stand: 1. Januar 2022) im Département Marne in der Region Grand Est (bis 2015 Champagne-Ardenne). Sie gehört zum Arrondissement Châlons-en-Champagne (bis 2017: Arrondissement Sainte-Menehould), zum Kanton Argonne Suippe et Vesle und zum 2014 gegründeten Gemeindeverband Argonne Champenoise. 

## Geografie
Les Charmontois liegt an der oberen Aisne, 50 Kilometer östlich von Châlons-en-Champagne und etwa 80 Kilometer ostsüdöstlich von Reims. Umgeben wird Les Charmontois von den Nachbargemeinden Le Vieil-Dampierre im Norden und Nordwesten, Éclaires im Norden, Seuil-d’Argonne im Norden und Osten, Lisle-en-Barrois im Südosten, Belval-en-Argonne im Süden, Le Châtelier im Südwesten sowie La Neuville-aux-Bois im Westen.

## Bevölkerungsentwicklung
| Jahr                       | 1962 | 1968 | 1975 | 1982 | 1990 | 1999 | 2006 | 2011 | 2018 |
| Einwohner                  | 273  | 228  | 194  | 187  | 162  | 151  | 144  | 124  | 118  |
| Quellen: Cassini und INSEE |      |      |      |      |      |      |      |      |      |

## Sehenswürdigkeiten
- Kirche Nativité-de-la-Sainte-Vierge

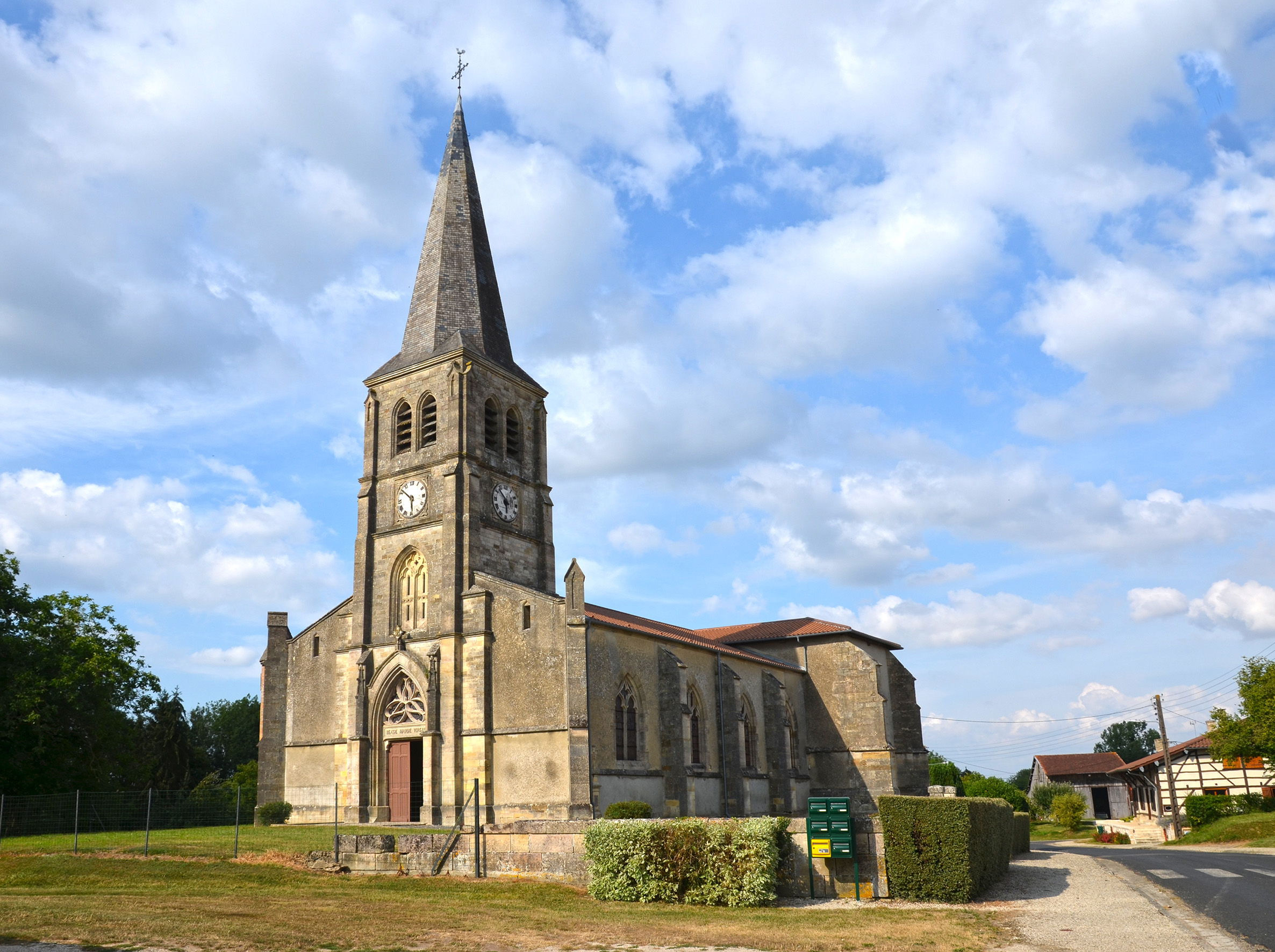
Kirche Nativité-de-la-Sainte-Vierge

## Belege
1. ↑  Les Charmontois auf cassini.ehess.fr
2. ↑  Les Charmontois auf insee.fr